# Sérgio João
Sergio Ricardo João (Río de Janeiro; 26 de diciembre de 1968) es un exfutbolista brasileño naturalizado boliviano. Tiene una escuela de fútbol en Río de Janeiro y recibió la ciudadanía boliviana en 2000.

## Características técnicas
Podía jugar como centrocampista ofensivo, segundo delantero o delantero centro. Jugador muy móvil, que solía actuar en las alas para moverse por la defensa; aunque no era muy alto también era experto en los disparos a la cabeza. Su favorito era el pie izquierdo, y estaba equipado con un buen control del balón y un disparo preciso.

## Trayectoria

### Club
Las primeras temporadas en Bolivia las pasó en el Club de Stormers de Sucre. En 1997 se trasladó al Bolívar de La Paz, donde destacó por sus capacidades de construcción: de hecho Sérgio João se convirtió en el máximo goleador de la Copa Libertadores 1998 con diez goles, que anotó en diez partidos. A principios de agosto de 1998, poco después del final de la Libertadores, fue comprado por el América de Cali, equipo colombiano. Más tarde fue comprado por el Vitória Setúbal, que así se le dio la oportunidad de competir con el fútbol europeo; después de ocho partidos y dos goles, fue herido en ambas rodillas (que sufría de tendinitis crónica) y teniendo en cuenta la degradación de su club volvió a Bolivia. En la segunda mitad del mes de mayo de 2000, su recuperación de la lesión, fue comprado por Blooming. En la formación entrenado por José Milton Melgar permanecido una temporada, que debuta en julio de 2000. Entonces Él jugó la primera parte de la temporada de 2001 con Independiente Petrolero, mientras que el segundo de permanencia en el archivo de la Aurora. Después del año pasado, regresó a su casa, con la camiseta de cenas, con las que ha participado, sin embargo, la Copa de Brasil 2003, una competición en la que jugó un partido. En 2005, jugó en lugar nell'União Rondonópolis.

## Clubes
| Club                    | País     | Año         |
| ----------------------- | -------- | ----------- |
| Stormers                | Bolivia  | 1995 - 1996 |
| Bolívar                 | Bolivia  | 1997 - 1998 |
| América de Cali         | Colombia | 1998        |
| Jorge Wilstermann       | Bolivia  | 1999        |
| Vitória Setúbal         | Portugal | 1999 - 2000 |
| Blooming                | Bolivia  | 2000        |
| Independiente Petrolero | Bolivia  | 2001        |
| Aurora                  | Bolivia  | 2001        |

## Palmarés

### Títulos nacionales
| Título           | Club    | País    | Año  |
| ---------------- | ------- | ------- | ---- |
| Primera División | Bolívar | Bolivia | 1997 |

### Distinciones individuales
| Distinción                                         | Año  |
| -------------------------------------------------- | ---- |
| Máximo goleador de la Copa Libertadores (10 goles) | 1998 |